# Symfonisch Harmonieorkest Amsterdam
Het Symfonisch Harmonieorkest Amsterdam ("SHA") is een Nederlands harmonieorkest. Het orkest is voortgekomen uit de Shell-Harmonie. Het SHA is een vereniging voor amateur-blaasmuziek en staat onder leiding van dirigent Vincent van den Bijlaard. Het orkest speelt in de hoogste landelijke afdeling. 

## Geschiedenis
Het orkest werd opgericht 1938, eerst in de vorm van een fanfare, en is sinds 1947 een harmonieorkest. De harmonie heeft een lange staat van dienst voor wat betreft concerten en optredens in Amsterdam en omgeving maar ook ver daarbuiten (tot in Frankfurt en Parijs). Vrijwel jaarlijks is het orkest actief als examenorkest voor bachelor- en masterstudenten, van o.a. het Amsterdams Conservatorium, voor het afsluiten van hun praktijkexamen. Al meer dan honderd dirigenten en solisten zijn door het orkest begeleid bij het behalen van hun diploma. De harmonie wordt regelmatig gevraagd om haar medewerking te verlenen aan masterclasses voor muziekstudenten en het ten eerste uitvoer brengen van composities van beginnend componisten.
SHA maakte deel uit van de personeelsvereniging ASV van het Shell Research and Technology Centre Amsterdam, maar ging in 2011 verder als zelfstandige muziekvereniging.

## Dirigent
- Vincent van den Bijlaard